# Rolls-Royce Motor Cars
Rolls-Royce Motor Cars é uma empresa automobilística inglesa subsidiária do grupo alemão BMW, sendo uma das mais conceituadas do mundo. A marca, sinônimo de qualidade e alto padrão de conforto, tornou-se também famosa pela fabricação de automóveis de custo elevado e geralmente destinados a membros da realeza e chefes de Estado em todo o mundo.
Foi fundada em 15 de março de 1906, por Frederick Henry Royce e Charles Stewart Rolls, como uma divisão da Rolls-Royce Limited, que a partir de 1973 foi subdividida em outras duas companhias: a Rolls-Royce plc, atualmente fabricante de equipamentos de aviação e navegação, e a Rolls-Royce Motors, comprada pela Volkswagen AG em 1998.
Atualmente, a Rolls-Royce Motor Cars está sediada em Goodwood, West Sussex, Inglaterra.
Em 2014 a empresa bateu o recorde de vendas em 111 anos de história, vendendo 4063 veículos, um aumento de 12% em relação aos 3630 que tinha vendido em 2013. Com 127 concessionários em todo o mundo a empresa dominou o mercado para carros de valor superior a 200 mil euros.
Em 2016, a marca revelou, para demonstrar mais uma vez a confiabilidade pela qual é reconhecida, que encomendou um estudo para saber o estado de todos os veículos que produziu desde a sua fundação, 110 anos antes. A conclusão foi que 77% dos veículos produzidos se encontravam em perfeito estado de conservação, mantendo as suas características essenciais. Os dados foram conseguidos, entre outros, através do contacto com proprietários, reparadoras oficiais da marca e através da análise de dados de encomendas de peças e acessórios.

## História

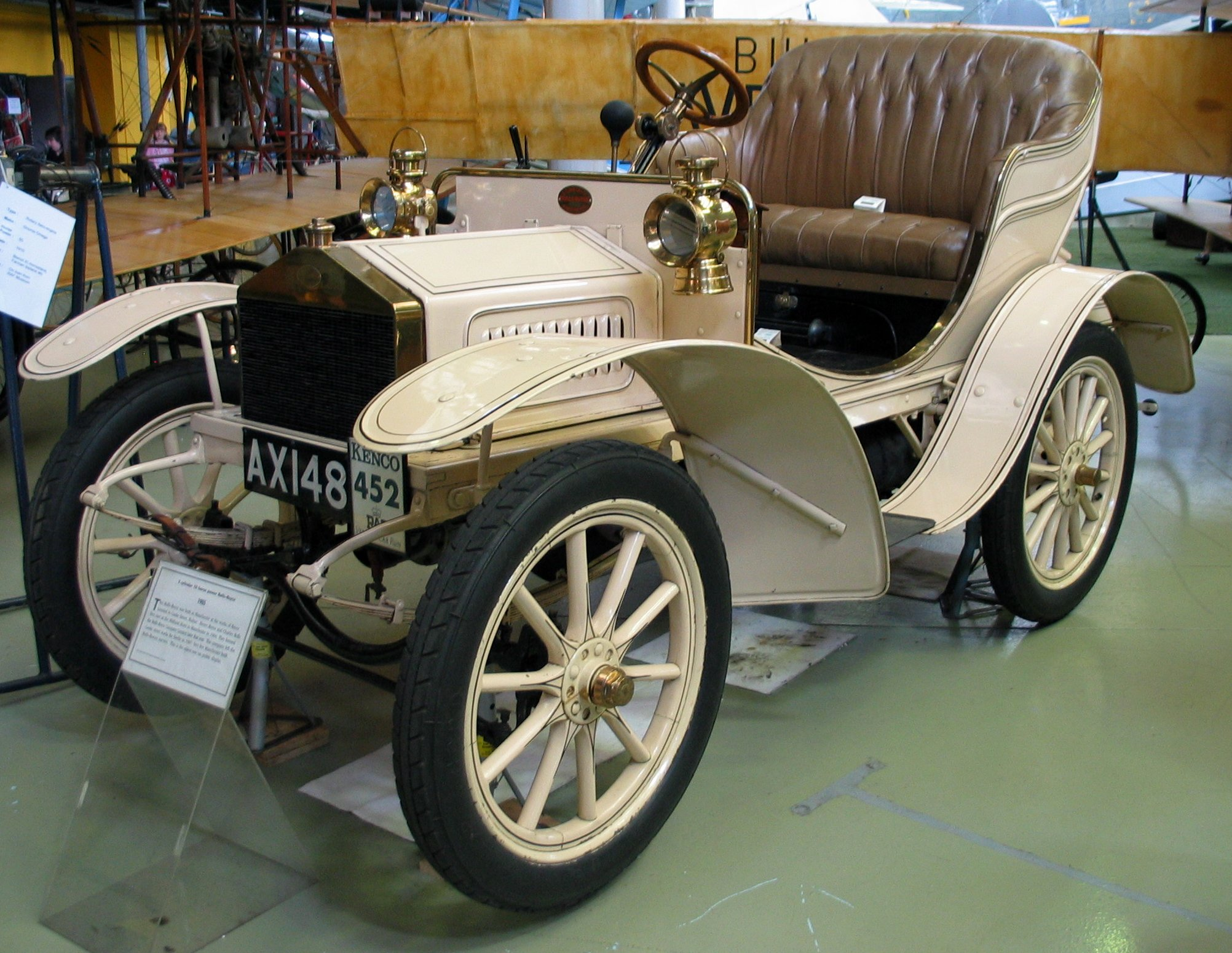
Primeiro Rolls-Royce construído, um modelo 1905, exposto no Museu de Ciência e Indústria em Manchester

Em 1884, Frederick Henry Royce fundou uma autoelétrica. Em 1904 fez seu primeiro carro, um “Royce”, na sua fábrica em Manchester. Em 1904 conheceu o vendedor Charles Stewart Rolls, que o procurou para discutirem o desejo mútuo de criar um tipo especial de carro.
Dois anos depois o Silver Ghost entrou em linha de produção em Derby, efetivamente confirmando seu status como fabricante dos melhores carros do mundo. Durante as duas décadas seguintes mais de 7 000 desses carros de seis cilindros foram fabricados e adquiridos por motoristas ricos. Entre os proprietários estavam industriais, a realeza e uma nova geração de milionários – estrelas de cinema.

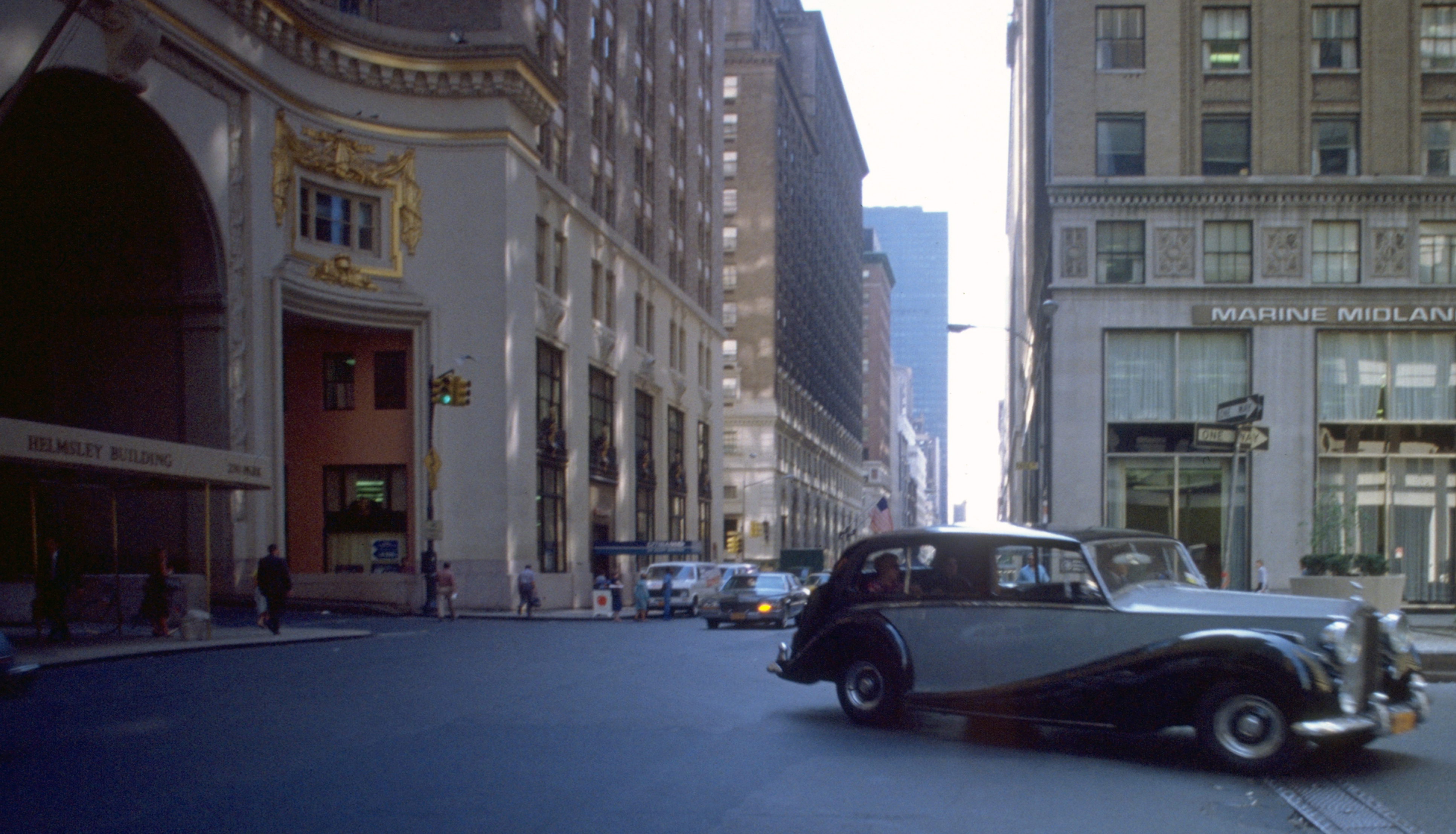
Rolls-Royce Silver Dawn, Park Avenue - New York City

Tudo sobre estes carros revela classe. Desde a magnífica mascote "Espírito de Êxtase", ao suntuoso interior estofado. Do silencioso som do motor, ao abafado som emitido ao fechar a porta do carro.
O mais novo modelo da Rolls-Royce é o Rolls-Royce Dawn ano 2015; o novo modelo conversível da marca, um V12 biturbo de 6.6l e 570 cv que o faz ir de 0 a 100 km/h em apenas 4.6 segundos.
Desde 1998, a divisão de automóveis da Rolls-Royce pertence ao Grupo BMW.

## Acontecimentos

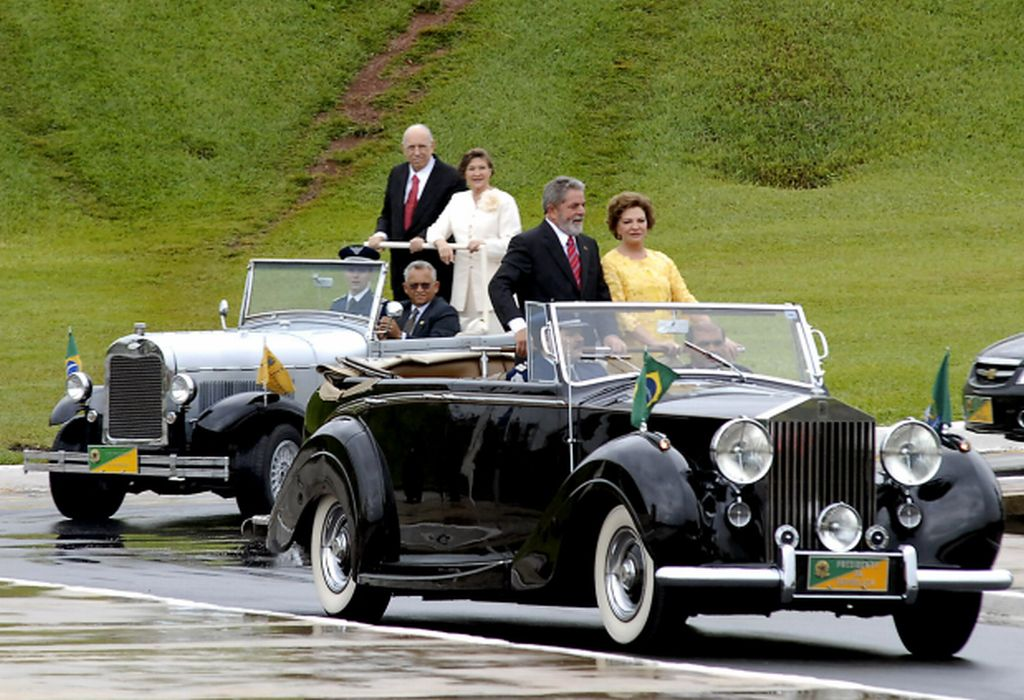
Rolls-Royce Silver Wraith, ano 1952, da Presidência da República do Brasil, no dia da posse do ex-presidente Lula (01/01/2007).

Em 1971, a Rolls-Royce foi dividida após vários problemas no desenvolvimento do motor de jato RB211, tendo por resultado a estatização da companhia. Em 1973, o governo britânico vendeu a divisão de carros para que a Rolls-Royce Limited se concentrasse na produção de aero-motores, a divisão de carros ficou sendo a Rolls-Royce Motors, que veio a ser adquirida pela empresa inglesa Vickers em 1980. A Rolls-Royce Limited continuou como uma companhia estatal até 1987 quando foi privatizada, tornando-se a Rolls-Royce plc, que possui divisões marítima, aviação civil e militar, nuclear e de energia.
Em 1998, Vickers decidiu vender a divisão de carros, e para aquisição a mais cotada foi a BMW, que já fornecia os motores e outros componentes para os carros da Rolls-Royce. A BMW deu um lance de £340 milhões, que foi superado pela Volkswagen que ofereceu £430 milhões. Porém a Rolls-Royce plc, detentora dos direitos da marca, decidiu que licenciaria determinadas marcas registradas essenciais (o nome e a logo da Rolls-Royce) não para a VW, mas sim para a BMW, com quem tinha tido recentemente negócios em comum. Mas a VW havia comprado os direitos sobre o mascote "Espírito de Êxtase" e a forma da grade do radiador, mas faltaram os direitos ao nome Rolls-Royce a fim de construir os carros. Do mesmo modo, para a BMW faltaram os direitos à grade e ao mascote. Como opção para o impasse, a BMW licenciou o nome e a logo “RR” por £40 milhões. A VW afirmou que de qualquer maneira só queria mesmo o modelo Bentley, que em termos de vendas este era o modelo mais forte.
BMW e VW chegaram a uma solução: de 1998 a 2002, a BMW continuaria a fornecer os motores para os carros e permitiria o uso das marcas, mas este acordo terminaria em 1 de janeiro de 2003, a partir de quando somente a BMW poderia chamar seus carros de “Rolls-Royce”, e a divisão anterior da Rolls Royce/Bentley da VW construiria somente os carros chamados “Bentley”. O Rolls Royce conversível chamado Corniche deixou de ser produzido em 2002.
A parte automobilística hoje é controlada pela BMW e a parte de aero-motores pelo Vickers.
São atualmente os carros mais caros que existem. Mesmo assim a demanda é expressiva. De qualquer modo, cada encomenda deve ser feita com no mínimo três meses de antecedência.

## Carros
- 1904-1906 Rolls Royce 10 hp
- 1905-1905 Rolls Royce 15 hp
- 1905-1908 Rolls Royce 20 hp
- 1905-1906 Rolls Royce 30 hp
- 1905-1906 Rolls Royce Legalimit

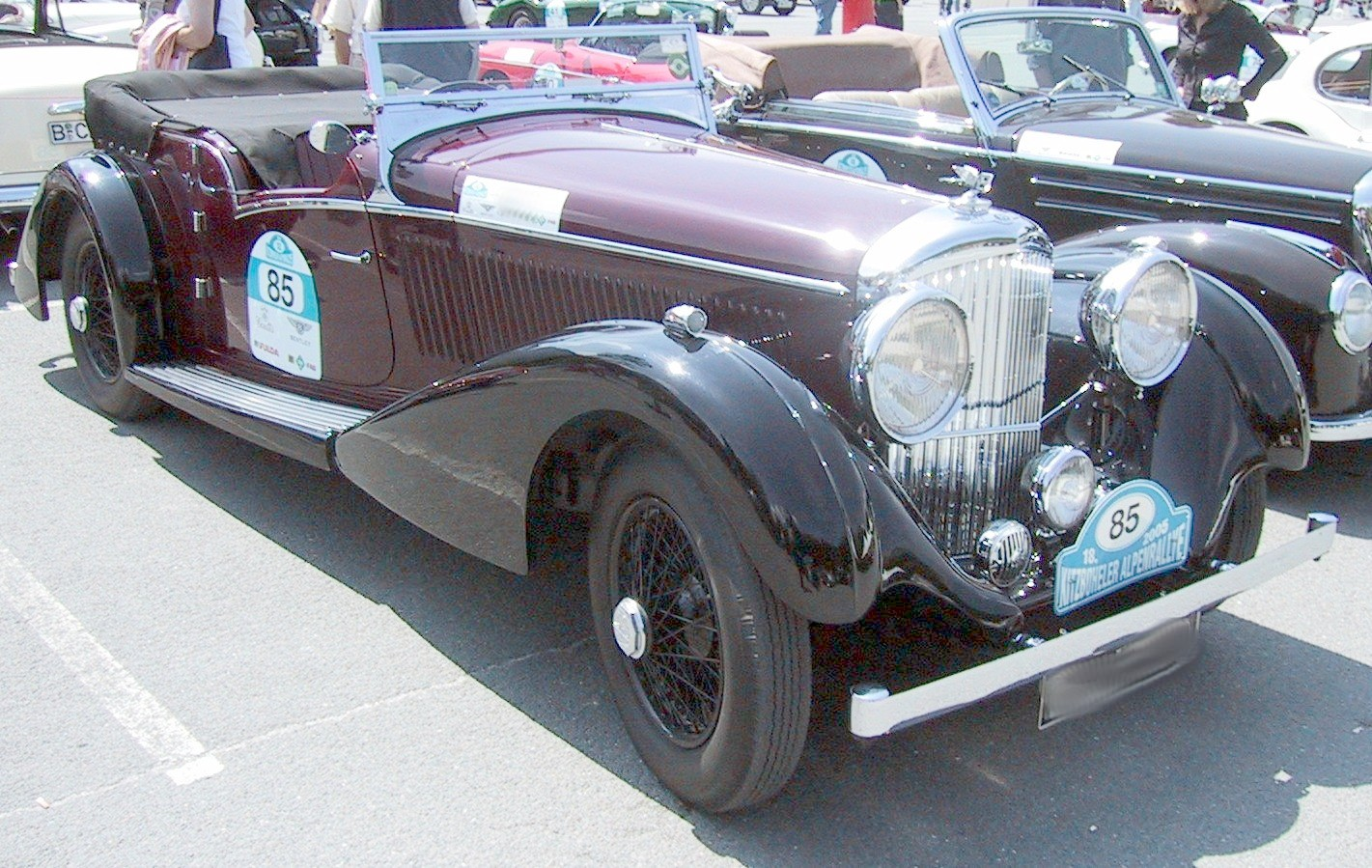
Bentley 1937

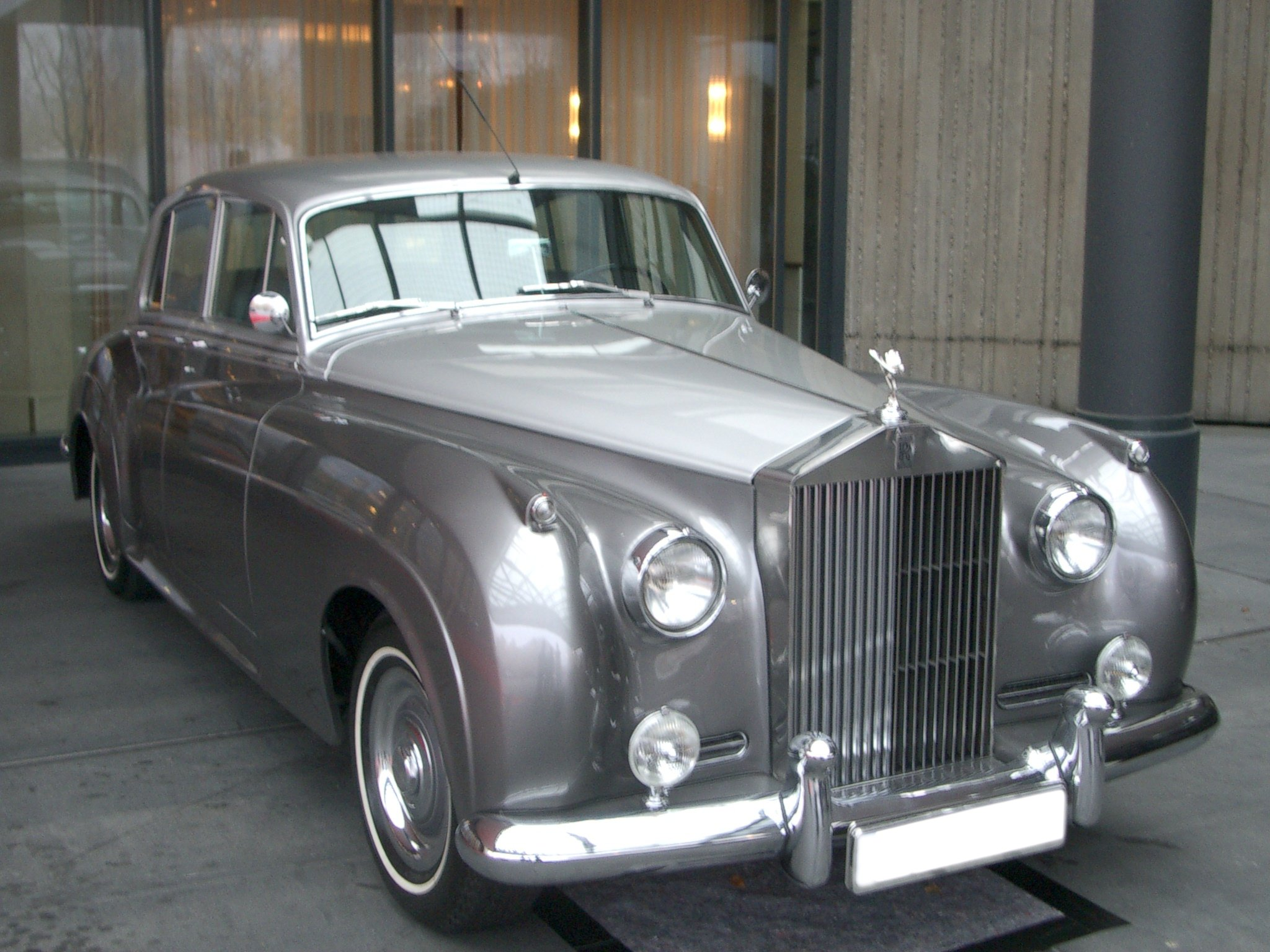
Clássico Rolls-Royce Silver Cloud 1959

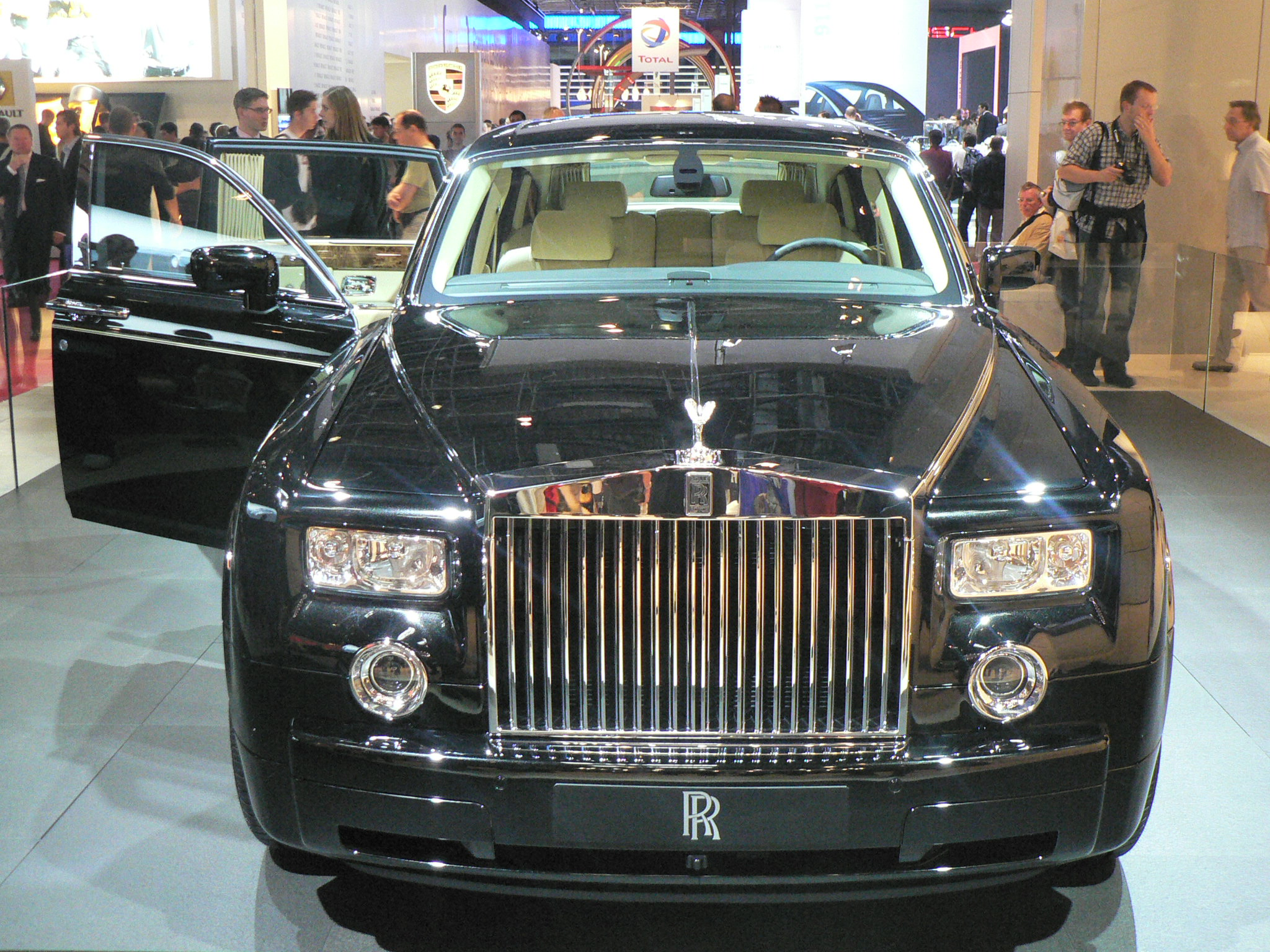
Paris 2006 - Rolls-Royce Phantom

- 1906-1925 Rolls Royce  Silver Ghost
- 1922-1929 Rolls Royce 20 hp
- 1925-1929 40/50 Phantom
- 1929-1936 Rolls Royce 20/25
- 1929-1935 Phantom II
- 1936-1938 Rolls Royce 25/30
- 1936-1939 Phantom III
- 1939-1939 Rolls Royce Wraith
- 1946-1959 Silver Wraith
- 1949-1955 Rolls Royce Silver Dawn
- 1950-1956 Rolls Royce Phantom IV
- 1955-1965 Silver Cloud
- 1959-1968 Rolls Royce Phantom V
- 1968-1992 Rolls Royce Phantom VI
- 1965-1980 Silver Shadow
- 2006-2009 Rolls Royce Ghost
- 2014 Rolls Royce Ghost Series II
- 2018 Rolls-Royce Cullinan

### Modelos Bentley (desde  1933)
- 1933-1937 Bentley 3.5 Litre
- 1936-1939 Bentley 4.25 Litre
- 1940-1940 Bentley 4.25 Litre Mk VI
- 1949-1955 Silver Wraith
- 1949-1955 Rolls Royce Silver Dawn
- 1950-1956 Rolls Royce Phantom IV
- 1955-1966 Silver Cloud
- 1959-1968 Rolls Royce Phantom V